# Phtheochroa terminana
Phtheochroa terminana es una especie de polilla de la familia Tortricidae. Se encuentra en los Estados Unidos, donde se ha registrado en Connecticut, Illinois, Indiana, Massachusetts, Carolina del Norte, Ohio, Pensilvania y Tennessee.
La envergadura es de 19–22 mm. Se han nregistrado vuelos en adultos de junio a septiembre.